# Copestylum punctigena
Copestylum punctigena är en tvåvingeart som först beskrevs av Hull 1937.  Copestylum punctigena ingår i släktet Copestylum och familjen blomflugor.
Artens utbredningsområde är Guatemala. Inga underarter finns listade i Catalogue of Life.